# لن هاميلتون
لِن هاميلتون (بالإنجليزية: Len Hamilton)‏ هو سياسي أسترالي، ولد في 7 يوليو 1899 في أستراليا، وتوفي في 31 مايو 1987. حزبياً، نشط في الحزب الوطني الأسترالي. وقد انتخب عضو مجلس النواب الأسترالي عن دائرة Division of Canning ‏ (10 ديسمبر 1949 – 2 نوفمبر 1961) وانتخب عضو مجلس النواب الأسترالي عن دائرة Division of Swan ‏ (28 سبتمبر 1946 – 10 ديسمبر 1949).